# Emblemariopsis occidentalis
Emblemariopsis occidentalis är en fiskart som beskrevs av Stephens, 1970. Emblemariopsis occidentalis ingår i släktet Emblemariopsis och familjen Chaenopsidae. Inga underarter finns listade i Catalogue of Life.